# Groupe abélien fini

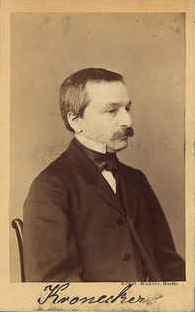
Leopold Kronecker (1823-1891).

En mathématiques et plus précisément en algèbre, un groupe abélien fini est un groupe à la fois commutatif et fini. C'est donc un cas particulier de groupe abélien de type fini. Ce concept possède néanmoins une histoire propre et de nombreuses applications spécifiques, aussi bien théoriques comme en arithmétique modulaire qu'industrielles comme pour les codes correcteurs.
Un théorème de Kronecker explicite leur structure : ce sont tous des produits directs de groupes cycliques.
Dans la catégorie des groupes, la sous-catégorie des groupes abéliens finis est autoduale.

## Histoire

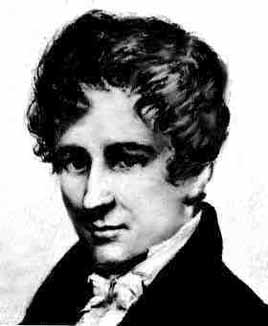
Niels Abel (1802-1829).

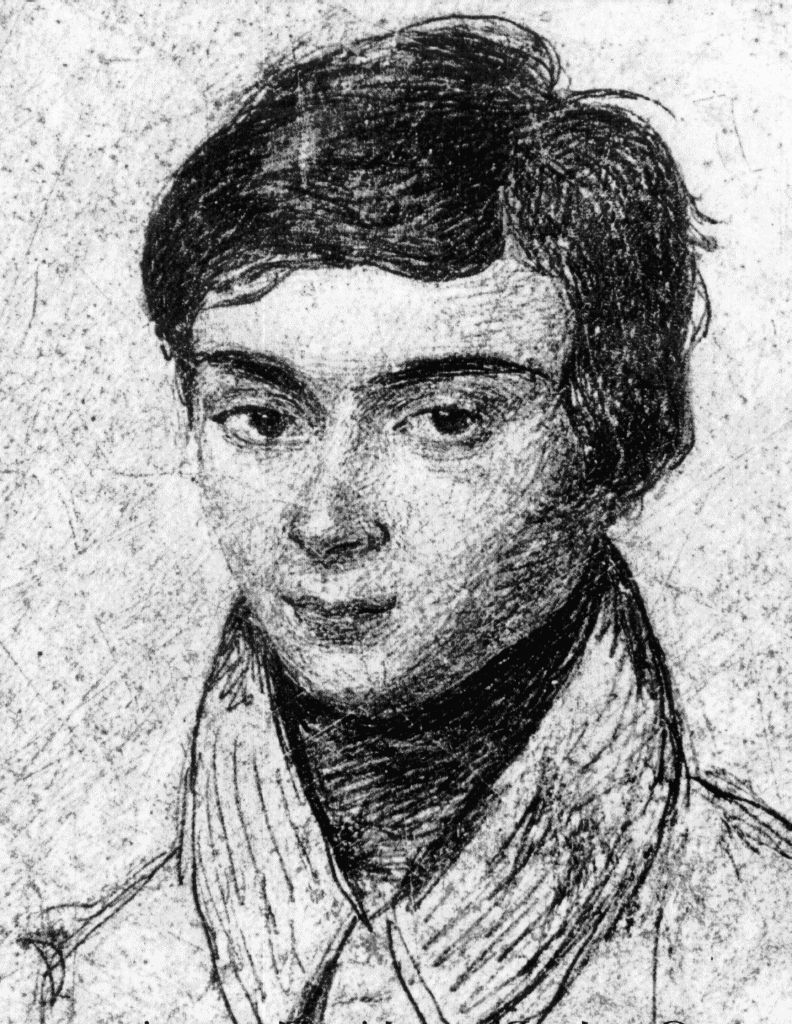
Évariste Galois (1811-1832).

En 1824, le mathématicien norvégien Niels Henrik Abel publie, à ses propres frais, un petit texte de six pages étudiant la question de la résolution de l'équation générale du cinquième degré. Il met en évidence l'importance du caractère commutatif d'un ensemble de permutations. Un groupe commutatif porte maintenant le terme d'abélien en référence à cette découverte.
Évariste Galois étudie la même question. En 1831, il utilise pour la première fois le terme de groupe formel. Cet article est publié quinze ans plus tard par le mathématicien Joseph Liouville. Durant la deuxième moitié du XIXe siècle, l'étude des groupes finis apparait essentielle, initialement pour le développement de la théorie de Galois.
De nombreuses années sont néanmoins nécessaires pour définir cette notion de groupe formel. Kronecker est un acteur de cette axiomatisation. Il donne en 1870 une définition équivalente à celle maintenant utilisée pour un groupe abélien fini. La définition générale est souvent attribuée à Heinrich Weber.
En 1853, Leopold Kronecker annonce que les extensions finies des nombres rationnels ayant un groupe de Galois abélien sont les sous-corps des extensions cyclotomiques. Sa démonstration du théorème maintenant connu sous le nom de théorème de Kronecker-Weber est fausse, il faudra les apports de Richard Dedekind, Heinrich Weber et enfin David Hilbert pour une preuve rigoureuse. Ce contexte est celui qui amena Kronecker à démontrer le théorème fondamental des groupes abéliens finis qui porte maintenant son nom dans son article de 1870.

## Propriétés

### Propriétés élémentaires
- Tout groupe cyclique est abélien.
- Tout sous-groupe d'un groupe abélien fini est abélien et fini.
- Tout groupe quotient d'un groupe abélien fini est abélien et fini.
- Tout produit direct d'une famille finie de groupes abéliens finis est un groupe abélien fini.

La première propriété est démontrée dans le paragraphe Théorème fondamental de l'article groupe cyclique, les autres sont le propre des groupes abéliens et des groupes finis.

### Théorème de Kronecker
Dans le reste de l'article, G désigne un groupe abélien fini :

Il existe une unique suite (a1,a2,...,ak) d'entiers > 1 telle que G ≃ (Z/a1Z) × (Z/a2Z) ×… × (Z/akZ)
et que ai+1 divise ai pour tout entier i entre 1 et k – 1.
Les éléments de cette suite sont appelés facteurs invariants.

### Conséquences du théorème de Kronecker
Pour tout nombre premier p, notons Gp le p-sous-groupe maximal de G (constitué des éléments de G dont l'ordre est une puissance de p).
- Le groupe G est la somme directe des sous-groupes Gp.

(Cette propriété générale des groupes nilpotents de torsion se déduit simplement, dans le cas particulier d'un groupe abélien fini, du théorème de Bézout.)
En appliquant le théorème de Kronecker aux Gp, on en déduit immédiatement la décomposition plus fine de G démontrée par Frobenius et Stickelberger :
- Il existe une décomposition de G, unique à automorphisme près[11], en somme directe de sous-groupes cycliques primaires non triviaux.

On en déduit  :
- Pour tous groupes abéliens finis G, H et K, dès que les produits directs G × H et G × K sont isomorphes, les groupes H et K le sont[12].
- Pour tout diviseur d de l'ordre de G, G admet au moins un sous-groupe d'ordre d[13].
- Pour tout entier n > 0, le nombre de groupes abéliens d'ordre n (à isomorphisme près)[14] est égal à p(k1)…p(kr), où p1k1…prkr désigne la décomposition en facteurs premiers de n et p(k) désigne le nombre de partitions de l'entier k[15].

## Applications

### Analyse harmonique
Un groupe abélien fini possède des caractères de groupe remarquables, les caractères du groupe sont isomorphes au groupe lui-même. La théorie de l'analyse harmonique est alors simple à établir. Il est ainsi possible de définir la transformation de Fourier ou le produit de convolution. Les résultats usuels comme l'égalité de Parseval, le théorème de Plancherel ou encore la formule sommatoire de Poisson sont vérifiés.

### Arithmétique modulaire

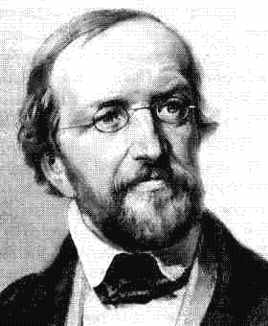
Peter Gustav Lejeune Dirichlet (1805-1859).

Une structure largement utilisé en théorie algébrique des nombres est celle de Z/pZ et particulièrement son groupe des unités. Cette approche est la base de l'arithmétique modulaire. Si p est un nombre premier, alors le groupe multiplicatif est cyclique d'ordre p - 1. Dans le cas contraire, le groupe des unités est encore abélien et fini.
Il aide à la résolution d'équations diophantiennes comme le petit théorème de Fermat, ainsi que la généralisation d'Euler. Il est aussi utilisé dans la démonstration du théorème des deux carrés de Fermat par Richard Dedekind.
L'analyse harmonique sur les groupes abéliens finis possèdent aussi de nombreuses applications en arithmétique. Elle correspondent à la formalisation moderne de résultats démontrés par des mathématiciens comme Carl Friedrich Gauss ou Adrien-Marie Legendre. Le symbole de Legendre apparait maintenant comme un caractère d'un groupe cyclique, donc abélien et fini, à valeur dans {-1, 1}. Les sommes ou les périodes de Gauss s'expriment aussi à l'aide de caractères sur un groupe abélien fini, ce qui permet de les calculer. Cette approche est à la base d'une démonstration de la loi de réciprocité quadratique.
Dirichlet s'intéresse à une conjecture de Gauss et Legendre : toute classe du groupe des unités de l'anneau Z/nZ contient une infinité de nombres premiers. Leonhard Euler propose bien une méthode, à travers le produit eulérien pour répondre, cependant les nombres premiers recherchés sont tous localisés dans une unique classe. Dirichlet utilise l'analyse harmonique pour démontrer ce théorème maintenant connu sous le nom de théorème de la progression arithmétique. Ses travaux sont fondateurs de la théorie analytique des nombres.

### Théorie de Galois

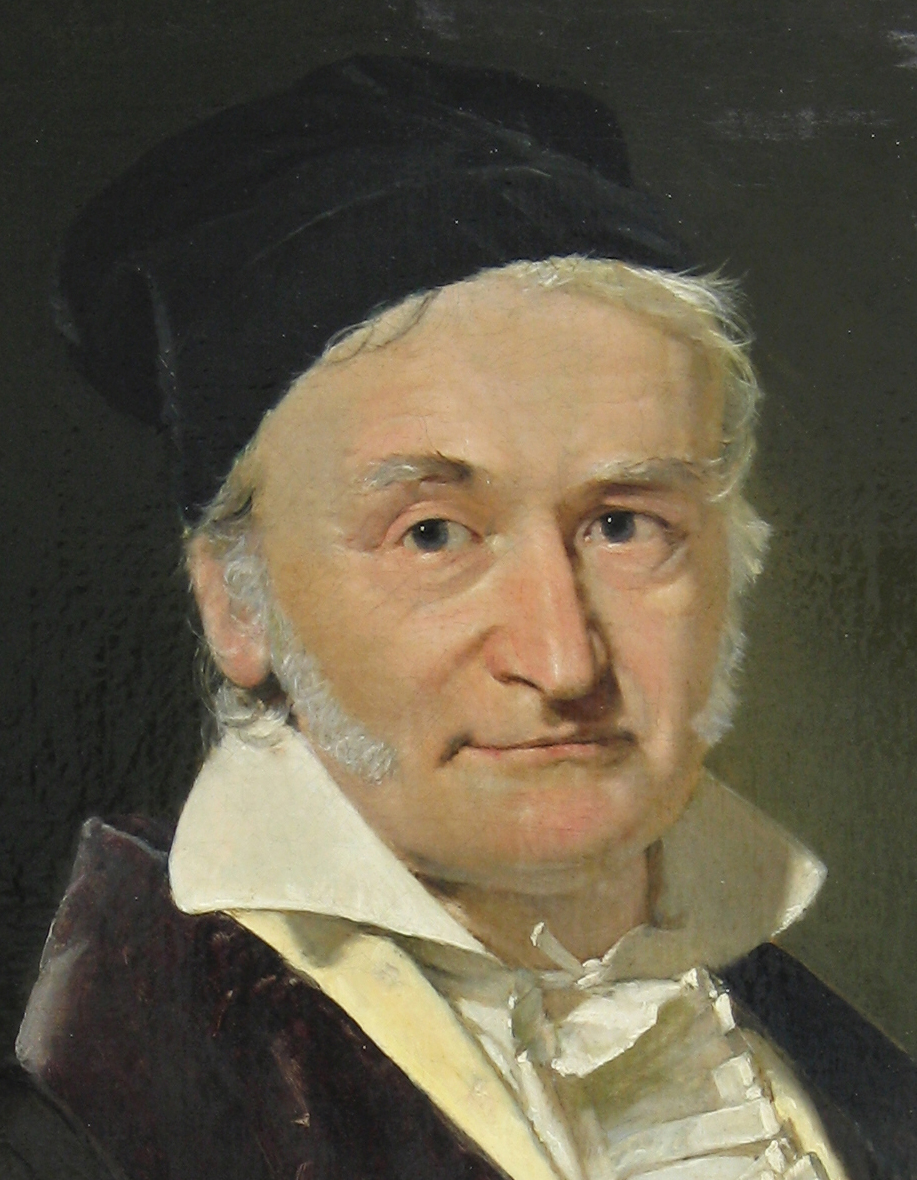
Carl Friedrich Gauss (1777-1855).

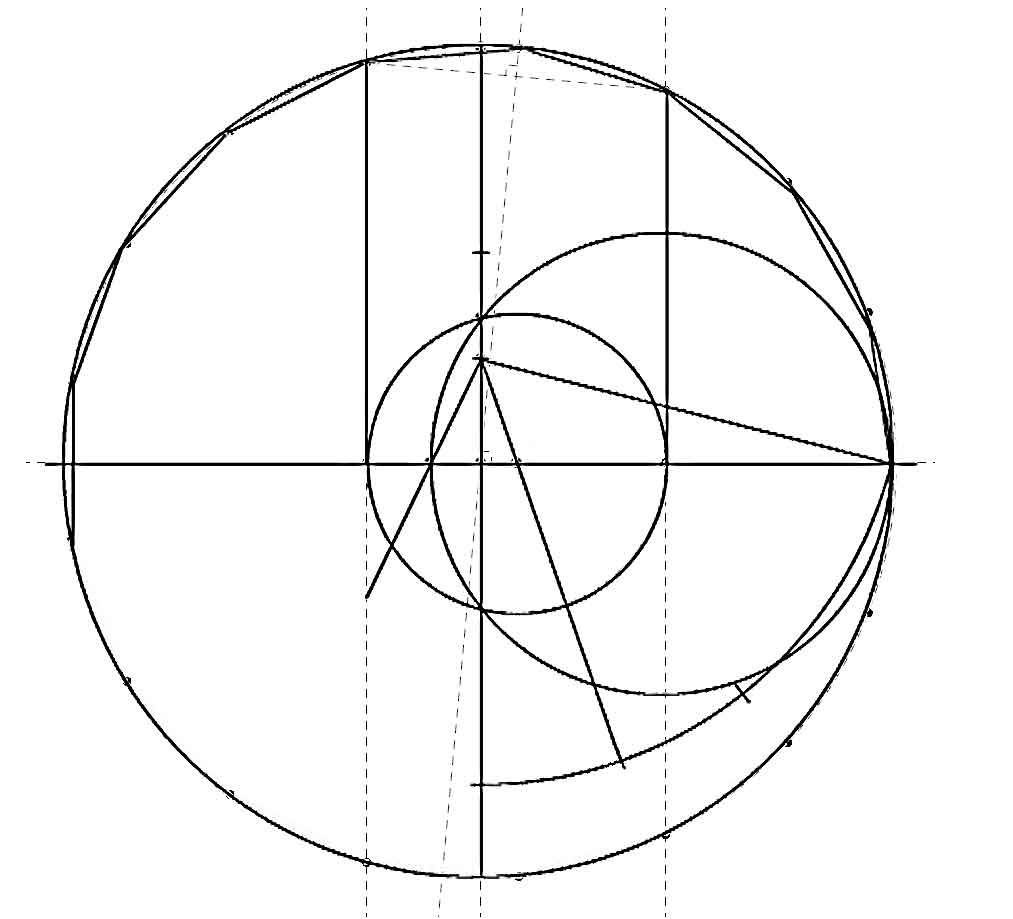
Construction de l'heptadécagone.

Les groupes abéliens finis ont un rôle particulier dans la théorie de Galois. Une conséquence du théorème d'Abel-Ruffini est que tout polynôme ayant un groupe de Galois abélien est résoluble par radicaux. La réciproque est un peu plus complexe, le groupe ne doit pas être nécessairement abélien mais résoluble. Le corps de décomposition d'un tel polynôme est une extension abélienne, c'est-à-dire une extension dont le groupe de Galois est abélien. Ce résultat rend donc les extensions abéliennes et leur groupe particulièrement intéressant. C'est la raison pour laquelle les mathématiciens du XIXe siècle ont cherché à démontrer le théorème de Kronecker-Weber avec tant d'assiduité.
Bien avant les découvertes de Galois Kronecker et Weber, Gauss avait utilisé un cas particulier : l'équation cyclotomique d'indice 17 pour trouver une méthode de construction à la règle et au compas de l'heptadécagone, c'est-à-dire du polygone régulier à 17 côtés. Le fait que le groupe de Galois du polynôme soit abélien est un élément essentiel de la méthode.

### Corps fini
Pour tout corps fini K, le groupe additif (K, + ) est une puissance d'un groupe cyclique d'ordre premier et le groupe multiplicatif (K*, ∙ ) est cyclique.

### Théorie de l'information

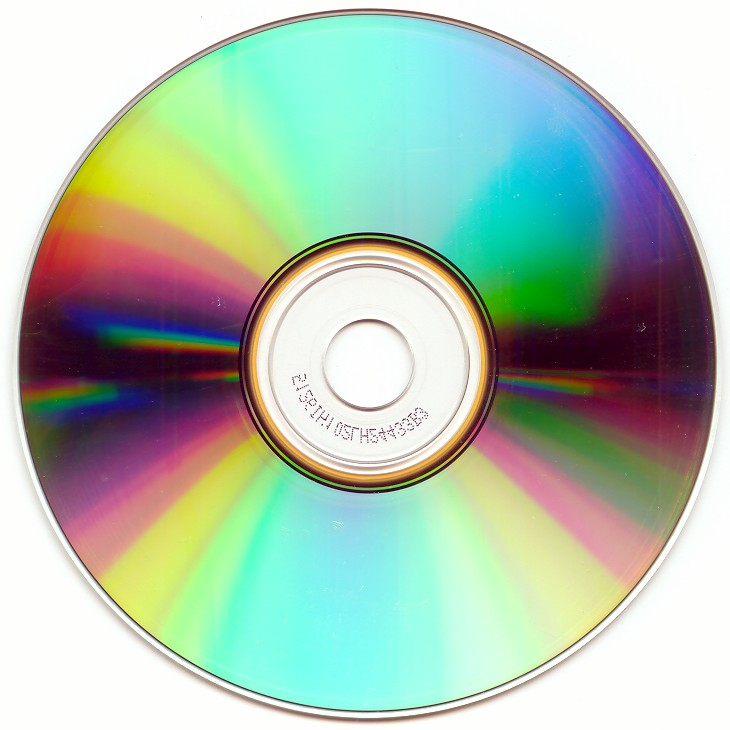
Les CD utilisent un code de Reed-Solomon.

Au XXe siècle, les groupes abéliens finis prennent une importance particulière grâce à la naissance de la théorie de l'information. Ils sont utilisés à la fois pour la cryptologie et les codes correcteurs.
En cryptologie, les groupes cycliques sont à la base de nombreux algorithmes. L'arithmétique modulaire permet, par exemple, d'obtenir des tests de primalité comme celui de Fermat, ou de Miller-Rabin. L'utilisation des groupes abéliens finis ne s'arrête pas là. Une structure essentielle est celle d'un espace vectoriel fini, donc sur un corps fini et de dimension finie. Elle correspond à un groupe abélien fini et permet de définir une analyse harmonique particulière. Si le corps est réduit à deux éléments, les fonctions de l'espace vectoriel dans le corps des nombres complexes prend le nom de fonction booléenne et la transformée de Fourier celui de transformée de Walsh. La cryptologie utilise largement les fonctions booléennes et la transformée de Walsh, par exemple pour l'étude des tables de substitution.
La théorie des codes correcteurs et particulièrement celle des codes linéaires n'est pas en reste. Elle utilise, par exemple, l'analyse harmonique sur les espaces vectoriels finis quelconques pour l'analyse d'un code dual à travers l'identité de Mac Williams. Le code utilisé pour les disques compacts est de type Reed-Solomon, il utilise un espace vectoriel sur un corps à 256 éléments, une structure fondée sur de multiples groupes abéliens finis.